# Orosháza vasútállomás
Orosháza vasútállomás egy Békés vármegyei vasútállomás, Orosháza településen, a MÁV üzemeltetésében. A történelmi városközpont északi szélén, az autóbusz-állomás mellett helyezkedik el, közúti elérését a 474-es főútból kiágazó 44 315-ös számú mellékút biztosítja. Az utóbbi két–három évtizedben az úthálózatok fejlődésével, a személygépkocsik jelentékeny gyarapodásával, a távolsági és helyközi autóbuszjáratok elterjedésével a személyszállítás jelentősége csökkent. Ennek ellenére fontos regionális elágazó állomás. A teherforgalom mértéke kevésbé változott.

## Vasútvonalak
Az állomást az alábbi vasútvonalak érintik:
- Szeged–Kötegyán-vasútvonal
- Mezőtúr–Battonya-vasútvonal
- Kiskunfélegyháza–Orosháza-vasútvonal

## Kapcsolódó állomások
A vasútállomáshoz az alábbi állomások vannak a legközelebb:
- Székkutas vasútállomás (Szeged–Kötegyán-vasútvonal)
- Orosházi tanyák megállóhely (Szeged–Kötegyán-vasútvonal)
- Gyopárosfürdő megállóhely
- Orosháza felső megállóhely (Mezőtúr–Battonya-vasútvonal)
- Orosháza-Üveggyár megállóhely (Mezőtúr–Battonya-vasútvonal)

## Forgalom
| Járat        | Útvonal | Gyakoriság          |
| ------------ | --- | ------------------- |
| személyvonat | Szeged – Szeged-Rókus – Hódmezővásárhelyi Népkert – Hódmezővásárhely – Kútvölgy – Székkutas – Orosháza – Orosházi tanyák – Csorvás – Csorvás alsó – Telekgerendás (– Fürjes) – Békéscsaba | Óránként            |
| személyvonat | Szeged – Szeged-Rókus – Algyő – Hódmezővásárhelyi Népkert – Hódmezővásárhely (← Kútvölgy – Székkutas) – Orosháza (← Orosházi tanyák) – Csorvás (← Csorvás alsó) – Telekgerendás – Békéscsaba – Gyula | Vasárnap 1 pár      |
| személyvonat | Szentes – Dónát – Pusztatemplom – Fábiánsebestyén – Újváros – Gádoros – Justhmajor – Szentetornya – Gyopárosfürdő – Orosháza | Napi 3 pár          |
| személyvonat | Mezőtúr – Pusztabánréve – Halászlak – Szarvas – Sirató – Csabacsűd felső – Csabacsűd – Kisszénás – Kiscsákó – Nagyszénás – Orosháza-Üveggyár – Orosháza – Orosháza felső – Kardoskút – Tótkomlós – Nagyér – Ambrózfalva – Pitvaros – Mezőhegyes | Kb. 2 óránként      |
| személyvonat | Nagyszénás – Orosháza-Üveggyár – Orosháza | Munkanapokon 1 pár  |
| személyvonat | Medgyesegyháza → Magyarbánhegyes → Mezőkovácsháza felső → Mezőkovácsháza → Végegyháza → Végegyháza alsó → Belsőkamaráspuszta → Mezőhegyes → Pitvaros → Ambrózfalva → Nagyér → Tótkomlós → Kardoskút → Orosháza felső → Orosháza → Orosháza-Üveggyár → Nagyszénás → Kiscsákó → Kisszénás → Csabacsűd → Csabacsűd felső → Sirató → Szarvas → Halászlak → Pusztabánréve → Mezőtúr | Napi 1 Mezőtúr felé |